# 七营北嘴城址
七营北嘴城址，位于中华人民共和国宁夏回族自治区中卫市海原县七营镇北嘴村，是一座古城遗址。该城始建于隋唐时期，历经宋、元，于明代被废弃。该城现存内外两重城墙，城内土地时有唐宋时期古钱币出土。2013年，七营北嘴城址被列为全国重点文物保护单位。

## 历史
七营北嘴城址，又名七营北嘴古城，因其位于七营镇北嘴村而得名。该城始建于隋代，在大业初年时成为他楼县的县治。唐朝神龙元年（705年）时改为萧关县县治所在地，大中五年（851年）时其一度作为武州的州治。明代嘉靖年间时，该城还有明军驻防:70，万历年间该城被弃用。近现代，古城内的土地在被翻耕时，时常会发现唐宋时期的钱币:55-56。1988年，七营北嘴古城被列为宁夏回族自治区文物保护单位。2013年，七营北嘴城址列入全国重点文物保护单位。2014年，宁夏回族自治区人民政府公布了七营北嘴城址的保护范围，即外城墙的东西南北各外扩50米的范围，共计506250平方米。2015年，七营北嘴城址的保护规划编制立项获国家文物局批复同意。

## 结构
七营北嘴城址可分为内外两重城墙，其中外城南北长650米，东西长600米；内城南北长450米，东西长550米。外城东北角有一座方形城堡，边长约为100米。城堡外建有一座长96米、宽36米的瓮城。城墙残存高度为1米至5米，城墙底部宽9.5米，顶部宽1米。城外残存有护城壕的遗迹。:55-56